# Mausoleum in Bukowiec

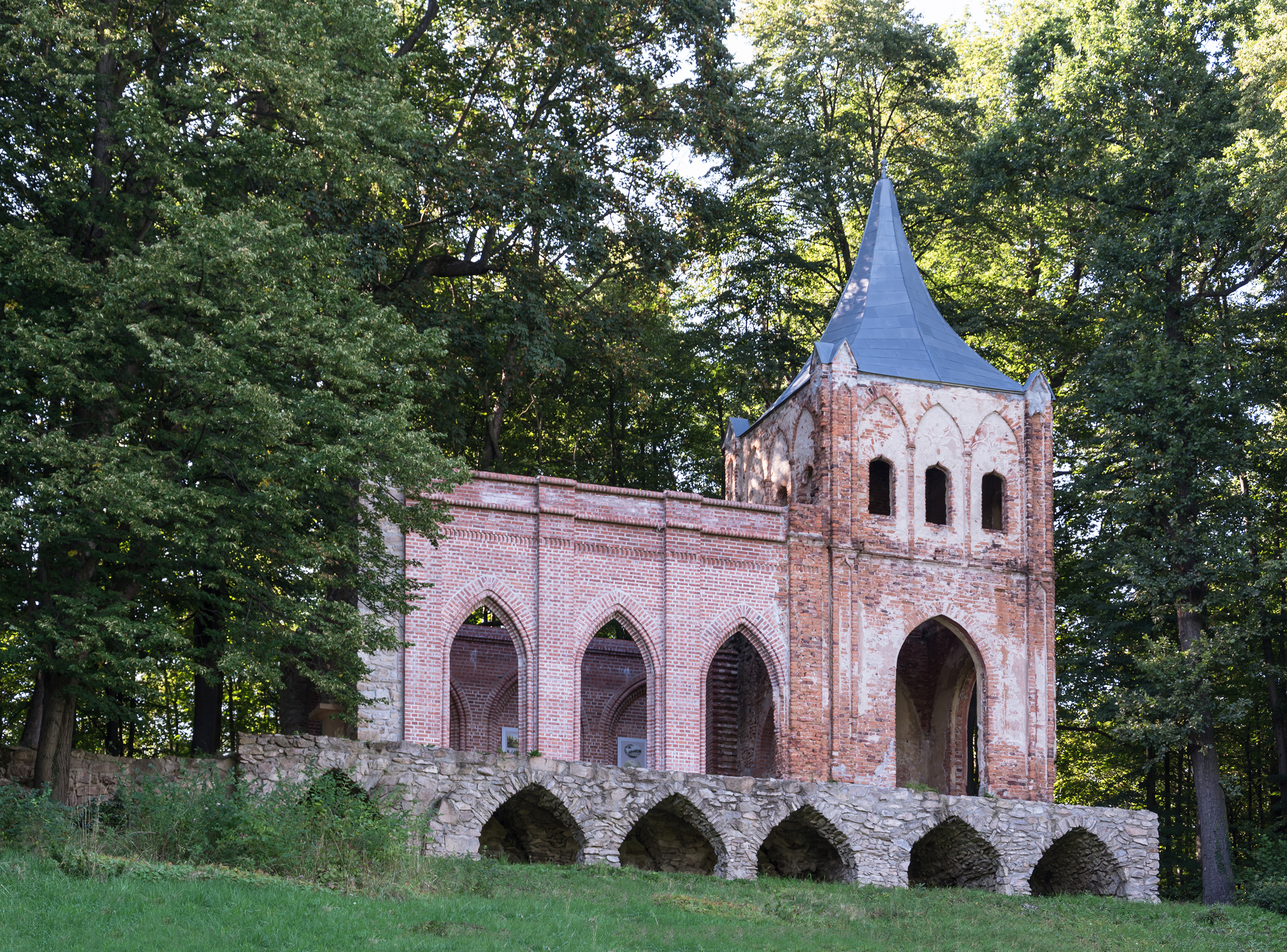
Ansicht von der Talseite aus, Zustand von 2016

Das Mausoleum des Grafen von Reden im Landschaftspark des Schlosses Buchwald (polnisch Pałac w Bukowcu) in Bukowiec in der Landgemeinde Mysłakowice (Zillerthal-Erdmannsdorf) im niederschlesischen Hirschberger Tal wurde 1802 bis 1815 als eine sogenannte „Abteiruine“ angelegt.

## Geschichte
Der Besitzer des Schlosses Buchwald Friedrich Wilhelm Graf von Reden, ließ auf einer Anhöhe seines weitläufigen Landschaftsparks ab 1802 von dem Berliner Architekten Martin Friedrich Rabe und weiteren Baumeistern eine Künstliche Ruine errichten, die ihm und seiner Gattin Friederike als Grabstätte dienen sollte. Seit seiner Beisetzung 1815 wurde die Krypta des Bauwerks entsprechend genutzt. Im Turm wohnte zunächst ein Gärtner als Aufseher der Anlage. Im Laufe der Zeit verfiel die Anlage in einen tatsächlich ruinösen Zustand. In den 1920er Jahren wurde sie geplündert und die Gebeine in nahegelegene Erdgräber umgebettet. Um 1934 stürzten Gewölbe und die Turmtreppe ein. Nach dem Übergang an Polen infolge des Zweiten Weltkriegs 1945 fiel 1970 die Südfassade ein; später wurde sie wiedererrichtet. Ausführliche Informationstafeln, auch auf Deutsch, erläutern die Entstehungsgeschichte. 2018 waren Restaurierungen am Turm im Gange.

## Architektur
Die Ruine wurde in einiger Entfernung von Dorf und Schloss auf einem Höhenzug errichtet, damit sie vom Tal aus vor dem Hintergrund des Waldrandes und von der Kapelle aus über den abfallenden Wiesenhang auf die Teiche und die hügelige Landschaft des Hirschberger Tals gesehen werden kann. Der Bau aus Haustein und Ziegeln besteht aus einem rechteckigen Kapellenraum von drei Jochen, einem Turm mit pyramidenförmigem Helm und seitlich angebauten Ruinenwänden. Ein kellerartiges Sockel- oder Kryptengeschoss aus Bruchstein bildet das Grabgewölbe. Zur Ausstattung gehörten Wandmalereien und aufgehängte Kupferstiche.

## Bedeutung
Seit der zweiten Hälfte des 18. Jahrhunderts kam es nach englischem Vorbild auch in Preußen gelegentlich zur Errichtung von Künstlichen Ruinen im gotischen Stil. Die Hinwendung zur Gotik entsprach der romantischen Sehnsucht nach einem idealisierten Mittelalter, als Symbol der Vergänglichkeit. Ruinen wurden häufig für Grablegen verwendet, wobei die bewusste Einbettung der Architektur in eine als harmonisch empfundene Landschaft zur damaligen Naturwahrnehmung gehörte. Die Ruine von Buchwald ist eine der frühesten ihrer Art in Schlesien, nur die (nicht mehr erhaltene) in Brieg entstand schon 1789.